# تهاکرا
تهاکرا (به انگلیسی: Thakra) یک منطقهٔ مسکونی در پاکستان است که در پنجاب واقع شده‌است. تهاکرا ۱۷۳ متر بالاتر از سطح دریا واقع شده‌است.